# Metaphycus delucchii
Metaphycus delucchii is een vliesvleugelig insect uit de familie Encyrtidae. De wetenschappelijke naam is voor het eerst geldig gepubliceerd in 1990 door Viggiani.